# آلفرد هیز (بانکدار)
آلفرد هیز (انگلیسی: Alfred Hayes; ۴ ژوئیهٔ ۱۹۱۰ – ۲۱ اکتبر ۱۹۸۹) سیاست‌مدار اهل ایالات متحده آمریکا بود.

## افتخارات
وی همچنین برندهٔ جوایزی همچون بورسیه رودز شده‌است.